# سفارة تشيلي في النرويج
سفارة تشيلي في النرويج هي أرفع تمثيل دبلوماسي لدولة تشيلي لدى النرويج. تقع السفارة في أوسلو وهي تهدف لتعزيز المصالح التشيلية في النرويج.

## وصلات خارجية
- الموقع الرسمي
- قائمة سفارات تشيلي
- قائمة السفارات في النرويج